# 布拉库尔
布拉库尔（法語：Blacourt，法語發音：[blakuʁ]）是法国瓦兹省的一个市镇，属于博韦区。

## 地理
布拉库尔（49°27'45"N, 1°51'29"E）面积11.49 平方千米，位于法国上法蘭西大區瓦兹省，该省份为法国北部内陆省份，北起索姆省，西接厄尔省和滨海塞纳省，南至塞纳-马恩省和瓦兹河谷省，东临埃纳省。
与布拉库尔接壤的市镇（或旧市镇、城区）包括：布赖地区屈日、埃斯波堡、布赖地区奥当克、拉沙佩勒欧波、布赖地区圣欧班、瑟南特、维朗布赖。

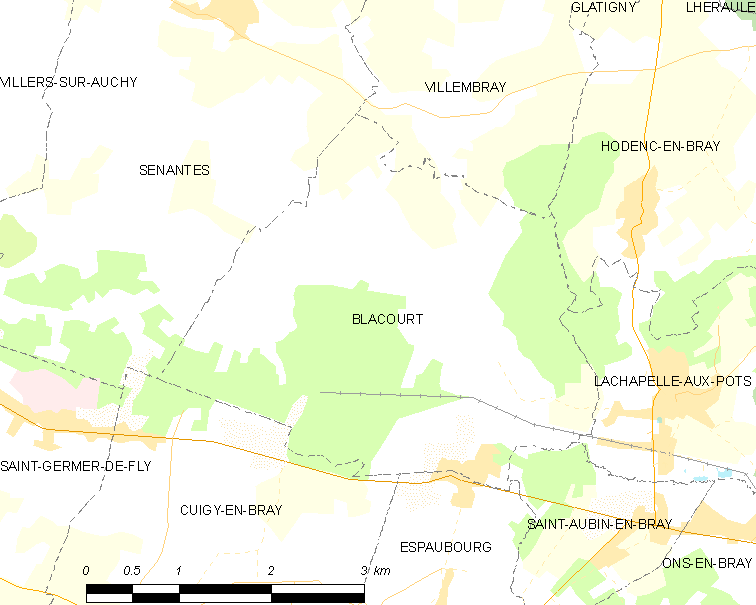
布拉库尔的OSM定位图

布拉库尔的时区为UTC+01:00、UTC+02:00（夏令时）。

## 行政
布拉库尔的邮政编码为60650，INSEE市镇编码为60073。

## 政治
布拉库尔所属的省级选区为格朗维利耶县。

## 人口

1962-2008年间布拉库尔人口变化图示

布拉库尔于2022年1月1日时的人口数量为576人。